# Lofjord (Schiff)
Die Lofjord war ein ehemals norwegisches Kombischiff, das im Zweiten Weltkrieg erst von der deutschen Luftwaffe und danach von der Kriegsmarine als Wohnschiff und zuletzt von der Luftwaffe als Zielschiff genutzt wurde.

## KombischiffBlack Prince
Das Schiff wurde auf der Werft Akers Mekaniske Verksted in Oslo mit der Baunummer 473 gebaut und lief dort am 22. Dezember 1937 mit dem Namen Black Prince vom Stapel. Das Schiff war 117,58 m lang und 16,15 m breit, hatte 5,64 m Tiefgang und war mit 5039 BRT und 2935 NRT vermessen. Es hatte je einen Mast mit Ladegeschirr vorn und achtern und einen Schornstein. Die Antriebsanlage bestand aus zwei 9-Zylinder 2-Takt Dieselmotoren von Burmeister & Wain mit zusammen 7000 PSe, die über zwei 4-flügelige Schrauben eine Geschwindigkeit von 18 Knoten ermöglichten. Das Schiff hatte eine Tragfähigkeit von 5800 Tonnen und Raum für 290 Passagiere. Die Besatzung bestand aus 73 Mann.
Die Black Prince wurde im Mai 1938 ausgeliefert und im Juni 1938 von der A/S Ganger Rolf (Fred Olsen Line) in Oslo in Dienst gestellt. Sie bediente, ebenso wie ihr im Juni 1938 vom Stapel gelaufenes Schwesterschiff Black Watch, die Strecke Oslo-Kristiansand-Newcastle. Beim Ausbruch des Zweiten Weltkriegs im September 1939 wurden beide Schiffe im Lofjord aufgelegt.

## HilfsschiffLofjord
Die Black Prince wurde nach der deutschen Besetzung Norwegens am 28. April 1940 von der Wehrmacht in Besitz genommen. Sie diente danach ab 24. August 1940 der Luftwaffe als Wohnschiff im Hafen von Oslo. Am 31. März 1941 wurde sie an die Kriegsmarinedienststelle (KMD) Oslo übergeben und danach von der Kriegsmarine als Wohnschiff genutzt, zunächst für kurze Zeit in Oslo, dann ab 15. Mai 1941 als Wohn- und Beischiff bei der 25. U-Flottille in Danzig. Am 11. September 1941 erhielt das Schiff den neuen Namen Lofjord.
Am 14. Dezember 1941 um 3 Uhr morgens brach aus ungeklärten Gründen ein Großfeuer auf dem in Danzig-Neufahrwasser liegenden Schiff aus. Es brannte weitgehend aus und 28 Personen, zumeist U-Boot-Männer, kamen dabei ums Leben.
Im November 1942 kamen die Kriegsmarine und die Luftwaffe überein, das Schiff nach Ausbau der Maschinenanlage der Luftwaffe als Zielschiff für Sonderbombenabwürfe zur Verfügung zu stellen und zu diesem Zweck vor Nykøbing Sjælland im Sperrgebiet des Schießplatzes Melby nördlich der Insel Seeland auf Grund zu setzen. Das Marinearsenal Gotenhafen befand das Schiff und die Maschinenanlage jedoch als derartig gut erhalten, dass der Einsatz des Schiffs zu Bombenabwurfversuchen nicht zu verantworten sei, führte den Auftrag zum Ausbau der Maschinen nicht durch, und beantragte stattdessen im Januar 1943 beim OKM die Reparatur des Schiffs. Das OKM blieb unbeeindruckt, aber Mitte April lag das Schiff noch immer in Gotenhafen, ohne dass eine Werft zur Ausführung der Arbeiten ausfindig gemacht war. Erst am 11. Mai informierte das OKM die Luftwaffe, dass das Deutsche-Werke-Zweigwerk in Gotenhafen den Ausbau der Maschinenanlage vornehmen würde. Es dauerte dann noch bis zum 22. Juli 1943, bis die Lofjord nördlich von Melby auf Grund gesetzt wurde. Dort diente sie der Luftwaffe als Ziel bei ihrer Pilotenausbildung.
Nach dem Krieg wurde die Hulk im November 1951 in Antwerpen verschrottet.